# ارلنگر (دهانه)
ارلنگر یک دهانه برخوردی در ماه‌ است.